# Палата депутатів Парламенту Чехії
Палата депутатів Парламенту Чеської Республіки (чеськ. Poslanecká sněmovna Parlamentu České republiky, PSP ČR, PS PČR) — нижня палата Парламенту Чехії. Складається з 200 депутатів.
Палата депутатів є головною ланкою законодавчого процесу Чеської Республіки: всі законопроєкти, відповідно до статті 41 Конституції, вносяться до Палати депутатів і передаються до Сенату тільки після схвалення Палатою.

## Вибори до Палати депутатів
Останні вибори до Палати депутатів відбулися в жовтні 2021 року.